# Баїркум
Баїрку́м (каз. Байырқұм) — село у складі Ариської міської адміністрації Туркестанської області Казахстану. Адміністративний центр Баїркумського сільського округу.
Населення — 2688 осіб (2021; 2622 у 2009, 3073 у 1999, 2266 у 1989).